# Laura Bechtolsheimer
Laura Bechtolsheimer (n. 31 ianuarie 1985, Mainz, Germania) este o sportivă ce a reprezentat Regatul Unit al Marii Britanii și al Irlandei de Nord, medaliată olimpică. A participat la 2 ediții ale Jocurilor Olimpice (2008, 2012) în care a câștigat o medalie de bronz.